# Le Rire

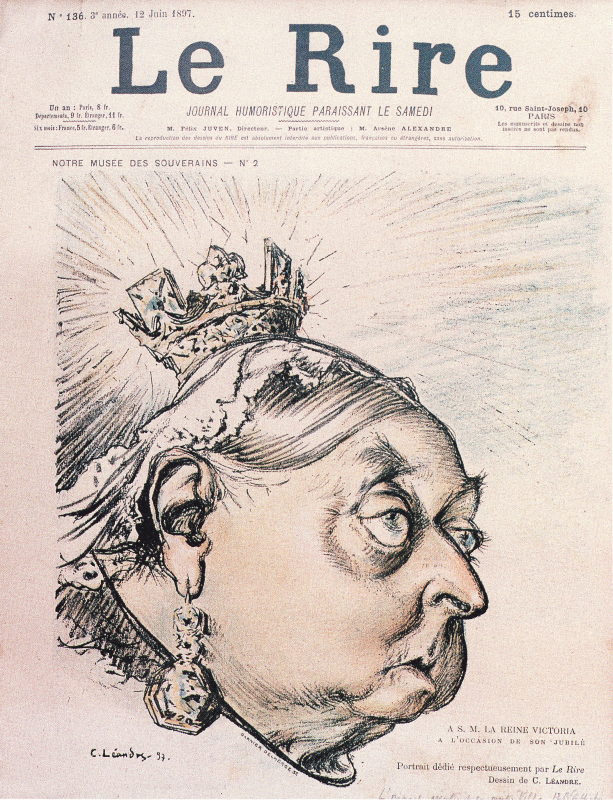
La Regina Vittoria su «Le Rire» del 12 giugno 1897.

Le Rire è stata una rivista francese di satira politica e sociale. Fondata a Parigi durante la Belle Époque da Felix Juven, uscì dall'ottobre 1894 al 1950 ed ebbe subito un ruolo nell'affare Dreyfus.

## Storia
Le Rire fu una delle testate che ospitò i maggiori artisti del tempo, come Théophile Steinlen, Henri de Toulouse-Lautrec, Jean-Louis Forain.
Lanciò anche importanti autori e disegnatori, come il franco-spagnolo Manuel Luque, che fu anche pittore impressionista, Adolphe Willette, disegnatore e incisore, René Georges Hermann-Paul, Juan Gris, in seguito pittore cubista, Lucien Metivet, Georges Meunier, Joaquín Xaudaró, Leonetto Cappiello, Albert Guillaume, Jules Grandjouan e Jules-Alexandre Grün.

## Luoghi di consultazione
Presso il Museo di Arte Povera di Sogliano al Rubicone provincia di Forlì Cesena, collezione Roberto Parenti, è possibile consultare e ammirare queste piccole opere d'arte, riviste piene di storia e di gusto per la grafica.
- Wikimedia Commons contiene immagini o altri file su Le Rire